# 박윤주 (정치인)
박윤주(朴允株, 1974년 6월 5일 ~ )는 대한민국의 제6대 인천광역시 동구의원이었다.

## 학력
- 계명대학교 간호대학 졸업

## 경력
- 건강한세상 아름다운이웃 참의료 실천단 운영위원
- 인천광역시 친환경 무상급식 동구 공동 추진 본부장
- 2010.07 ~ 2014.06 제6대 인천광역시 동구의회 의원
- 2010.07 ~ 2012.07 제6대 인천광역시 동구의회 전반기 조례심사특별위원회 위원
- 2012.07 ~ 2014.06 제6대 인천광역시 동구의회 후반기 조례심사특별위원회 위원
- 통합진보당 인천시당 중구·동구·옹진군 위원회 여성위원장
- 2014.02 ~ 2014.02 제6대 인천광역시 동구의회 제2외곽순환고속도로특별위원회	위원
- 인천 동구 사회적기업 육성위원회 위원
- 인천 동구 지역사회복지협의체 대표협의체 위원

## 역대 선거 결과
| 실시년도 | 선거      | 대수 | 직책   | 선거구    | 정당       | 득표수   | 득표율          | 순위         | 당락 | 비고           |
| -------- | --------- | ---- | ------ | --------- | ---------- | -------- | --------------- | ------------ | ---- | -------------- |
| 2010년   | 지방 선거 | 6대  | 구의원 | 인천 동구 | 민주노동당 | 17,700표 | \| \| 52.10% \| | 비례대표 1번 |      | 초선, 민선 5기 |
|          | 52.10%    |      |        |           |            |          |                 |              |      |                |